# تنگ داراب ریکا
تنگ داراب ریکا، روستایی از توابع بخش مرکزی شهرستان کوهدشت در استان لرستان ایران است.

## جمعیت، زبان، شغل
این روستا در دهستان کوه دشت جنوبی قرار دارد و براساس سرشماری مرکز آمار ایران در سال ۱۳۸۵، جمعیت آن ۴۴۸ نفر (۹۱خانوار) بوده‌است.مردم این روستا به زبان لری تکلم می کنند،شغل اکثر ساکنین این روستا کشاورزی و دامپروری می باشد